# Río Yacuma
Der Río Yacuma ist ein linker Zufluss des Río Mamoré in der bolivianischen Moxos-Ebene im Departamento Beni.

## Verlauf
Der Yacuma entspringt in einer Höhe von 205 m 35 Kilometer nordöstlich der Kleinstadt Yucumo, die an der Nationalstraße Ruta 3 liegt. Er fließt in unzähligen Mäandern zuerst 130 Kilometer in nördlicher Richtung und biegt dann in Richtung Osten um. Nach insgesamt etwa 500 Kilometern mündet er in den Río Mamoré, fünfzehn Kilometer nordöstlich der Stadt Santa Ana del Yacuma.
In seinem Verlauf durchquert der Yacuma die Provinz Ballivián und die Provinz Yacuma, die dem Fluss ihren Namen verdankt.